# Jus honorarium
Jus honorarium (lat., av honos eller honor, egentligen "ära", sedan "högt statsämbete"), sammanfattningen av de rättsgrundsatser, som framträder inom romersk rätt i de edikt (edicta), som utfärdades av de romerska republikens ämbetsmän, vilka hade jurisdiktion och av vilka pretorerna var de ojämförligt viktigaste. 
Dessa edikt var ämbetskungörelser, utfärdade av dessa ämbetsmän vid ämbetets tillträdande och angivande de grundsatser, vilka de under sin ämbetsförvaltning skulle följa vid rättens tillämpning. Dessa ämbetskungörelser, vilka, såsom sådana, inte hade karaktären av gällande rätt och i alla fall blott gällde för den ämbetsmans ämbetstid, vilken utfärdat dem, fick dock den allra väsentligaste betydelse för den romerska rättens utveckling. 
Å ena sidan nämligen var inte hans ämbetsmyndighet så skarpt begränsad, att inte mycket var överlämnat åt hans fria avgörande, och å andra sidan brukade de av en sådan ämbetsman uppställda grundsatserna till en stor del upptas av hans efterföljare i ämbetet. I synnerhet var i detta avseende av vikt det edikt, som utfärdades av praetor peregrinus, vilken hade jurisdiktionen i mål mellan icke-romare (peregrini) och mellan sådana å ena sidan och romare å den andra. Då på dessa förhållanden jus civile inte kunde användas, måste allmännare, friare grundsatser komma till tillämpning, vilka så småningom fick allt större inflytande på och slutligen till väsentlig del omskapade det gamla stränga jus civile. Redan före republikens slut erkändes den pretoriska rätten på visst sätt som gällande rätt. Slutligen blev, sedan under kejsartiden pretorsämbetets gamla betydelse väsentligen förfallit och den pretoriska rätten därmed erhållit sin avslutning, en bearbetning av denna rätt av Hadrianus anförtrodd åt en rättslärd, Salvius Julianus, varefter Hadrianus lät genom ett senatsbeslut stadfästa den sålunda verkställda bearbetningen, varigenom den pretoriska rätten och överhuvud jus honorarium införlivades med jus civile. 